# 游伯槐
游伯槐 （1574年—?），字登辅，號思东，福建興化府仙游縣人。明朝政治人物。

## 生平
萬曆二十八年（1600年）庚子福建乡试举人，萬曆三十五年（1607年）丁未成进士。初授户部主事。萬曆三十九年（1611年）丁忧，萬曆四十一年（1613年）补兵部主事。升兵部车驾司郎中。
泰昌元年（1650）十月，升广东布政使司右参政、雷廉兵备。天启三年（1623年），升任云南按察使。六年閏六月，复补广西按察使。八月，伯槐面辞赴任，憙宗见其老迈，不任拜起，勒以原官致仕。

## 家族
曾祖游献可。祖父游德盛，贈刑部主事。父游日章，嘉靖进士，官廉州府知府。嫡母陳氏，封安人；生母戴氏。慈侍下。兄伯舉、伯師、雲璋（监生）、凤翔（知县）。弟雲京。